# Tiodamant
Tiodamant (en grec antic Θειοδάμας) va ser, segons la mitologia grega, un heroi que es relaciona amb el cicle d'Hèracles. Va ser rei dels driops, i la seva llegenda tan aviat se situa a la Driòpia com a Xipre. En el primer cas, va ser pare d'Hilas.
Quan Hèracles i Deianira van ser expulsats de Calidó, van marxar amb el seu fill, Hil·los, i van travessar el país dels driops. Hil·los va tenir gana i Hèracles va veure Tiodamant, el rei del país, que llaurava un camp amb un parell de bous, i li va demanar menjar per al seu fill. Tiodamant s'hi va negar, i l'heroi, enrabiat, va desenjovar un dels bous, el va matar, el va fer a trossos i se'l va menjar, amb Deianira i Hil·los. Tiodamant va marxar corrents cap a la ciutat i va tornar amb una tropa. Quan es va iniciar la lluita, l'heroi va haver de retrocedir, fins al punt que Deianira va prendre les armes per defensar el seu marit, i va ser ferida al pit. Però finalment, Hèracles va vèncer i va matar Tiodamant. L'heroi es va emportar amb ell a Hilas, el fill de Tiodamant